# Videocon Group
Videocon Industries Limited er et indisk multinationalt konglomerat med hovedkvarter i Mumbai. Virksomheden blev etableret i 1979 af Venugopal Dhoot. Videocon blev i 2019 opkøbt af britiske Vedanta Resources. De er engageret indenfor forbrugerelektronik, hårde hvidevarer, komponenter, satellit-tv, elproduktion og olie.